# Kajetan Alois Gloning
Kajetan Alois Gloning (* 9. Februar 1836 in Treubach; † 16. Juli 1910 in Peuerbach) war ein österreichischer Lehrer und Fachschriftsteller.

## Leben
Kajetan Alois Gloning, als Lehrer und Schulleiter seit seinem 37. Lebensjahr in Peuerbach tätig, erwarb sich Verdienste um diesen Ort. Zudem trat Gloning als Verfasser der ersten oberösterreichischen Sagensammlung in Erscheinung.

## Schriften (Auswahl)
- Die ersten Lautverbindungen. 1864 (1. Teil einer Schulfibel).
- Oberösterreichische Volkssagen. 1884; 2. Auflage 1912.
- Normal-Wörterfibel. 1899.